# Liste des drapeaux de l'Inde
Voici la liste des drapeaux utilisés en Inde.

## Drapeau national
| Drapeau | Date   | Utilisation       | Description |
| ------- | ------ | ----------------- | --- |
|         | 1947 - | Drapeau de l'Inde | Trois bandes horizontales de largeur égale : safran au-dessus, blanc au milieu et vert pour celle du bas. Au centre de la bande blanche se trouve une roue bleue comportant 24 rayons connue sous le nom de chakra d'Ashoka |

## Drapeau présidentiel
| Drapeau | Date      | Utilisation                    | Description |
| ------- | --------- | ------------------------------ | --- |
|         | 1950-1971 | Drapeau du président de l'Inde | 1er quart : emblème du pays (les lions de Sarnath) représentant l'unité nationale ; 2e quart : éléphant des d'Ajanta représentant la patience et la force ; 3e quart : balance du Fort Rouge, Delhi, représentant la justice ; 4e quart : vase lotus de Sarnath représentant la prospérité |

## Pavillon civil
| Drapeau | Date | Utilisation     | Description                                                                                        |
| ------- | ---- | --------------- | -------------------------------------------------------------------------------------------------- |
|         |      | Pavillon civil  | Red Ensign avec le drapeau de l'Inde dans le premier canton                                        |
|         |      | Pavillon d'État | Blue Ensign avec le drapeau de l'Inde dans le premier canton et une ancre dans la partie flottante |

## Drapeaux militaires
| Drapeau | Date | Utilisation                          | Description |
| ------- | ---- | ------------------------------------ | --- |
|         |      | Drapeau de l'armée indienne          | Sigle de l'armée Indienne sur champ rouge avec le drapeau de l'Inde dans le premier canton                                                    |
|         |      | Pavillon de la marine indienne       | Pavillon blanc portant les couleurs de l'Inde dans le premier canton.                                                                         |
|         |      | Drapeau de l'armée de l'air indienne | Drapeau bleu ciel portant les couleurs de l'Inde dans le premier canton, et la cocarde de l'Armée de l'Air indienne dans la partie flottante. |
|         |      | Pavillon des Garde-côtes indiens     | Blue Ensign portant les couleurs de l'Inde dans le premier canton, et la cocarde de la garde côtière dans la partie flottante                 |

## Drapeaux des États
Les États et territoires de l'Inde n'ont pas de drapeau officiel, à l'exception du Jammu-et-Cachemire
| Drapeau | Date      | Utilisation                       | Description |
| ------- | --------- | --------------------------------- | --- |
|         | 1972 -    | Drapeau du Jammu-et-Cachemire     | Rouge (symbolisant le travail), une charrue blanche et trois bandes blanche symbolisant les trois régions de l'État (Jammu, vallée du Cachemire, Ladakh). |
|         | 1965 -    | Drapeau non officiel du Karnataka | |
|         | 1967-1975 | Ancien drapeau du Sikkim          | Blanc avec une contour rouge et un moulin à prière portant en son centre le gankyil. N'est plus en usage depuis l'intégration du Sikkim à l'Inde.         |

## Historique

### États pré-coloniaux
| Drapeau | Date        | Utilisation                                             | Description                                               |
| ------- | ----------- | ------------------------------------------------------- | --------------------------------------------------------- |
|         | 1526 - 1857 | Drapeau de l'empire moghol.                             | Un drapeau vert avec un soleil levant eclipsé par un lion |
|         | 1674 - 1818 | Drapeau de l'empire marathe.                            | Drapeau safran à deux pennants                            |
|         | 1707 - 1849 | Drapeau de la Confédération sikh puis de l'Empire sikh. | Ce drapeau sikh est le Nishan Sahib.                      |

### Empire britanniques des Indes
| Drapeau | Date        | Utilisation                                                                                          | Description                                                                                    |
| ------- | ----------- | --- | ---------------------------------------------------------------------------------------------- |
|         | 1600 - 1874 | Drapeau de la Compagnie britannique des Indes Orientales.                                            | Ce dernier fut utilisé de 1801 jusqu'à la disparition de la Compagnie en 1874.                 |
|         | 1858 - 1947 | Drapeau officiel de l'Empire des Indes à terre                                                       | Union Jack                                                                                     |
|         | 1880 - 1947 | Drapeau semi-officiel utilisé pour représenter l'Empire des Indes dans les événements internationaux | Red Ensign portant l'Union Jack dans le canton et l'étoile des Indes dans la partie flottante. |
|         | 1885 - 1947 | Drapeau du gouverneur général des Indes                                                              | Union Jack avec une couronne impériale et l'étoile des Indes                                   |
|         | 1863 - 1947 | Drapeau puis pavillon de la marine impériale des Indes                                               | Blue Ensign portant l'Union Jack dans le canton et l'étoile des Indes dans la partie flottante |

### Mouvement pour l'Indépendance
| Drapeau | Date        | Utilisation                                             | Description |
| ------- | ----------- | ------------------------------------------------------- | --- |
|         | 1978        | Drapeau de Calcutta                                     | Trois bandes horizontales de même hauteur, celle du haut orange, du milieu jaune, et du bas verte. Huit fleurs de lotus à moitié ouvertes sont dessinées sur la bande du haut et un soleil et un croissant de lune sur la bande du bas. वन्दे मातरम् (Vande Mataram) est inscrit au centre en langue Devanagari                                         |
|         | 1917        | Drapeau du mouvement All-India Home Rule League         | Cinq bandes rouges horizontales et quatre vertes. L'Union Jack dans le coin supérieur gauche signifiant le statut de dominion que le mouvement veut atteindre. Un croissant et une étoile, tous deux en blanc, en haut à droite. Sept étoiles blanches reprenant la forme de la constellation Saptarishi (la Grande Ourse), sacrée pour les hindous |
|         | 1923 - 1947 | Drapeau du Swaraj adopté par le Congrès national indien | Trois bandes horizontales safran, blanche et verte, avec un rouet au centre |
|         | 1942 - 1945 | Drapeau du gouvernement provisoire de l'Inde libre      | Trois bandes horizontales safran, blanche et verte, avec un tigre au centre |

### Dominion de l'Inde
| Drapeau | Date      | Utilisation                             | Description |
| ------- | --------- | --------------------------------------- | ----------- |
|         | 1947-1950 | Drapeau du Gouverneur général de l'Inde |             |

## Sources
- (en) Cet article est partiellement ou en totalité issu de l’article de Wikipédia en anglais intitulé « List of Indian flags » (voir la liste des auteurs).